# 斯柯達39T型電車
斯柯達39T型電車（又名ForCity Smart Ostrava）是一款由斯柯達運輸製造的有軌電車。這款電車由俄斯特拉發運輸公司下訂並營運。